# 30525 Lenbright
30525 Lenbright è un asteroide della fascia principale. Scoperto nel 2001, presenta un'orbita caratterizzata da un semiasse maggiore pari a 2,7501279 UA e da un'eccentricità di 0,0903067, inclinata di 1,63865° rispetto all'eclittica.